# 楊難敵
楊 難敵（よう なんてき、? - 334年）は、前仇池の第2代君主。父は初代君主の楊茂搜。弟は楊堅頭。子は楊毅・楊宋奴（楊定・楊盛の祖父）。

## 略歴
296年12月、父の楊茂搜が斉万年の乱を避けて仇池へ移ると、これに従った。
後に上邽に割拠する南陽王司馬保により、征南将軍に任じられた。
ある時、楊難敵は養子を梁州に派遣して子供を密売させたが、梁州刺史張光がこれを知ると、その養子を鞭打って殺した。楊難敵はこれに激怒して「使君（張光）が初めて来た時、まだ大いに荒廃しており、我ら氐の努力により兵民の命があるのだぞ。それなのに、氐のささいな罪を許せないというのか」と言った。 
313年5月、張光と王如（南陽で反乱を起こすも討伐された）の残党である楊虎が梁州の覇権をかけて漢中で争うようになると、両者共に楊茂搜へ救援を求めた。楊茂搜の命により、楊難敵は張光の援護に向かった。この時、楊難敵は張光に金銭を求めたが張光は応じず、一方で楊虎は楊難敵に厚く賄賂を贈り、さらに「流民の財宝は尽く光のもとにある。我を討つよりも光を討つべきだ」と告げた。楊難敵はこれを聞いて大いに喜び、張光の救援を喧伝しながらも密かに楊虎らと内通した。張光は内情を知らずに子の張孟萇・張援に兵を与えて楊虎を討伐させ、楊難敵に後続させた。だが、戦いが始まると楊難敵は張光を裏切り、楊虎と共に挟撃したので、張孟萇・張援は戦死し、張光は退却した。
9月、張光は憤りにより病を発してこの世を去ると、始平郡太守胡子序が代わって梁州を治めた。10月、楊難敵は楊武と結託して梁州を急襲すると、胡子序を追放して自ら梁州刺史を自称した。314年1月、楊虎が漢中で略奪を働き、官民を伴って成漢へ亡命した。同月、梁州出身の張咸らが挙兵し、楊難敵を攻撃した。楊難敵が逃走すると、張咸は梁州ごと成漢へ帰順した。これにより、漢嘉・涪陵・漢中は成漢の領土となった。
317年12月、楊茂搜が没すると、後を継いだ。楊難敵はその勢力を二つに分け、一つを末弟の楊堅頭に統治させた。楊難敵は左賢王を称して下弁に割拠し、楊堅頭は右賢王を称して河池に割拠した。
322年2月、前趙の皇帝劉曜は親征して仇池を攻撃した。楊難敵は兵を率いて迎え撃ったが、劉曜軍の前鋒に敗れ、仇池に撤退した。仇池の諸氐・羌は劉曜に降伏した。劉曜はさらに仇池へ進撃したが、前趙軍で疫病が流行り、劉曜も病にかかったため、やむなく撤兵した。劉曜は楊難敵に背後を突かれることを恐れ、尚書郎・光国中郎将王獷を派遣して楊難敵に帰順を誘った。楊難敵は使者を派遣して前趙の藩臣になることを約束すると、劉曜は楊難敵を使持節・侍中・仮黄鉞・都督益寧南秦涼梁巴六州隴上西域諸軍事・上大将軍・益寧南秦三州牧・領護南氐校尉・寧羌中郎将に任じ、武都王に封じた。また、子弟や公侯列将で2000石（郡太守と同等の地位）とされた者は、15人を数えた。
323年7月、涼王を称して隴西に割拠していた陳安が前趙により滅ぼされた。8月、楊難敵はこれを聞いて前趙の襲来を恐れ、仇池を放棄して楊堅頭と共に南下し、漢中に奔った。前趙の鎮西将軍劉厚がこれを追撃し、輜重1000両余りが奪われ、士女6000人余りが捕らえられ、仇池に戻された。劉曜は大鴻臚田嵩を鎮南大将軍・益州刺史に任じ、仇池を守らせた。
その後、楊難敵は成漢に降伏の使者を派遣し、子を人質に差し出した。成漢の安北将軍李稚は楊難敵の身柄を拘束したが、楊難敵から賄賂を受け取ったため、楊難敵を成都に送らなかった。その後、前趙軍が撤兵すると、楊難敵は武都を拠点とし、成漢への帰順を拒否した。楊難敵は険阻な地を頼みとして多くの不法な行動をとったので、李稚は後悔してこれを討ちたいと皇帝李雄に請うた。李雄は李稚の兄の中領軍李琀と将軍楽次・費佗・李乾らを派遣して白水橋から下弁を攻撃させ、さらに征東将軍李寿を派遣して李琀の弟の李玝を従えて陰平を攻撃させた。楊難敵は軍を派遣して李寿の侵攻を阻み、李琀・李稚が下弁に至ると兵を派遣して退路を断ち、さらに四方から攻撃して数千人を殺害し、李琀・李稚を捕らえて殺した。
325年3月、楊難敵は漢中から仇池へ侵攻し、これを陥落させた。そして、田嵩を生け捕りにすると、自らの前に連れてこさせた。楊難敵は、立ったまま微動だにしない田嵩に苛立ち、側近に命じて拝礼させようとした。これに田嵩は眼をかっと見開き、楊難敵を睨みつけると「この狗め。天子の牧伯たる者が、賊に向かって拝礼する事が出来ようか！」と罵った。これに楊難敵は 「子岱（田嵩の字）よ、我は汝と大業を成し遂げたいのだ。汝は、劉氏が忠を尽くすに値すると言うが、我が値しないとでも言うか」と言った。田嵩は更なる怒色を顔に浮かべ「賊如きの奴才で、分を弁えない望みを抱くとは何事だ。我は国家の鬼となろうとも、お前の臣などに為れようか。さあ、さっさとこの首刎ねるがいい」と更に声を荒らげた。そして田嵩は、振り返り様に側近の一人から剣を奪い取ると、一足飛びに楊難敵に斬りかかったが、楊難敵は間一髪で避ける事が出来、田嵩を斬り殺した。
327年1月、劉曜は武衛将軍劉朗に3万騎を与え、仇池を襲撃した。楊難敵がこれを阻むと、3000家余りを略奪して帰った。
331年7月、成漢の大将軍李寿が陰平・武都を攻撃したが、楊難敵はこれを撃退した。
334年1月、楊難敵は亡くなった。子の楊毅が後を継いだ。